# Buchberg bei Reicholdsgrün
Buchberg bei Reicholdsgrün este o arie protejată (arie specială de conservare — SAC, sit de importanță comunitară — SCI) din Germania întinsă pe o suprafață de 23,58 ha, integral pe uscat.

## Localizare
Centrul sitului Buchberg bei Reicholdsgrün este situat la coordonatele 50°06′54″N 11°56′13″E / 50.115°N 11.9369°E.

## Înființare
Situl Buchberg bei Reicholdsgrün a fost declarat sit de importanță comunitară în martie 2001 pentru a proteja 3 specii de animale. Situl a fost protejat și ca arie specială de conservare în aprilie 2016.

## Biodiversitate
Situată în ecoregiunea continentală, aria protejată conține 2 habitate naturale: Pante stâncoase silicioase cu vegetație casmofită, Păduri de fag Luzulo-Fagetum.
La baza desemnării sitului se află mai multe specii protejate de  păsări (3): minunița (Aegolius funereus), ciuvică (Glaucidium passerinum), ciocănitoare verzuie (Picus canus).
Pe lângă speciile protejate, pe teritoriul sitului au mai fost identificate 1 specie de mamifere.